# Haus Schennen

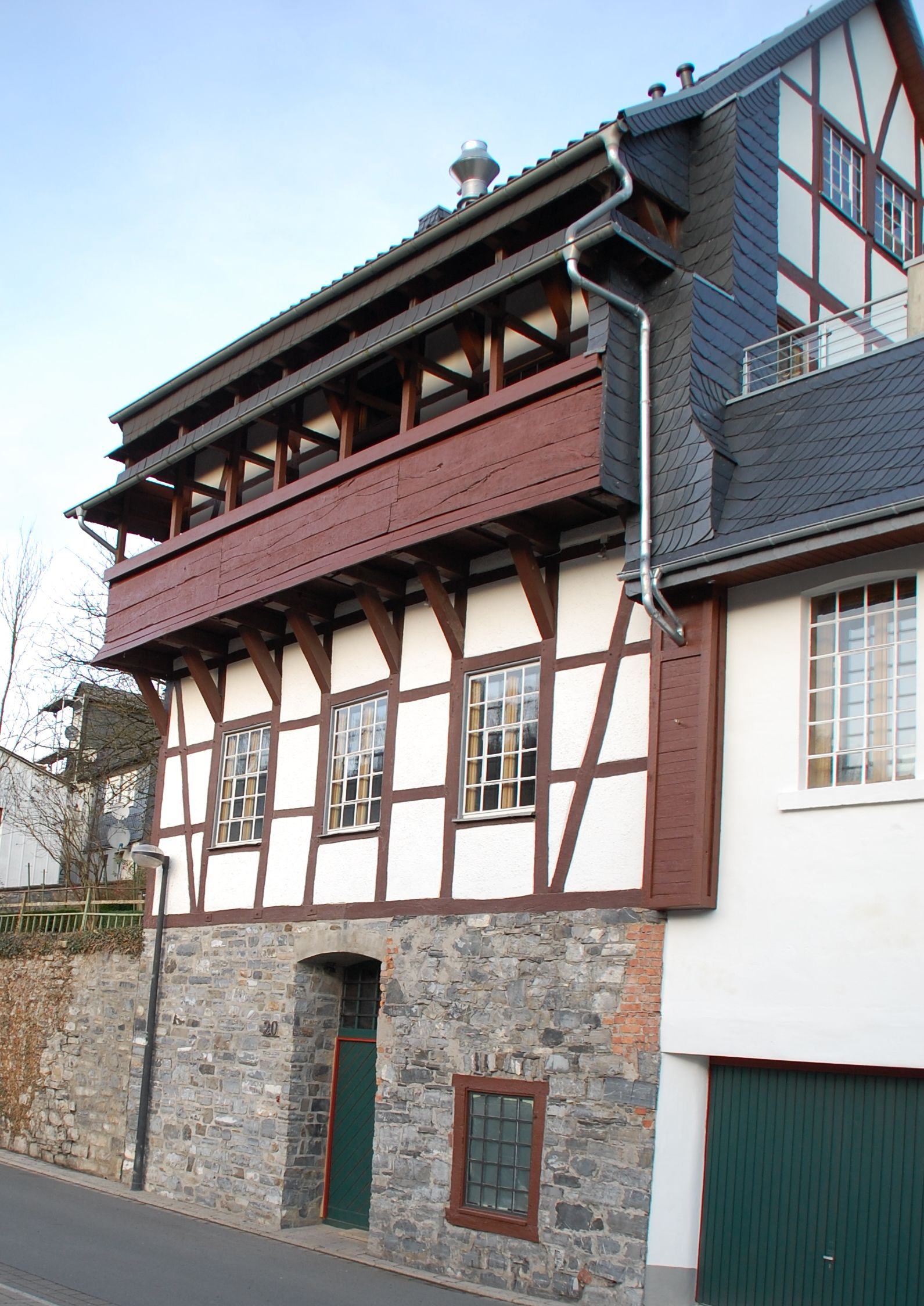
Hintergebäude, Ehemalige Gerberei mit hölzerner Brüstung für das Aufhängen der Häute

Haus Schennen ist ein aus dem frühen 19. Jahrhundert stammendes denkmalgeschütztes Gebäude in Arnsberg. Dazu gehört als Nebengebäude eine ehemalige Gerberei. 

## Geschichte
Das Haus Jägerstraße 37 ist eines der ersten Beispiele für den klassizistischen Baustil in Arnsberg und wurde wahrscheinlich 1804 erbaut. Die Stilwahl erfolgte daher vor der verbindlichen Einführung dieser Gestaltung für die Häuser der Stadterweiterung zu Beginn der preußischen Herrschaft ab 1816. Es handelt sich um ein stattliches verputztes Traufenhaus. Bemerkenswert ist besonders ein übergiebeltes Zwerchhaus sowie der repräsentativ gestaltete Eingangsbereich mit kannelierten Pilastern. Das Gebäude blieb weitgehend in seinem authentischen Zustand erhalten. Im Jahr 1977 erhielt es einen neuen Anstrich. Das Gebäude wurde unter der Denkmalinventarnummer 188 in die Denkmalliste der Stadt Arnsberg aufgenommen. 
Hinter dem Wohnhaus zur Mühlenstraße hin befindet sich ein gewerblich genutztes Gebäude. Dabei handelt es sich um ein zweigeschossiges Fachwerktraufenhaus mit kräftigen Eckständern. Das genaue Baujahr ist nicht bekannt. Unterlagen lassen den Schluss zu, dass der Bau zwischen 1840 und 1850 für den Gerber Wilhelm Küper errichtet wurde. Nach jüngsten Feststellungen des Stadtarchivars Michael Gosmann ist der Bau wesentlich älter und stammt aus dem Jahr 1814. Küper wandelte die Schennensche Knochenmühle gegenüber der Gerberei am Mühlenbach später in eine Lohmühle um. Gerberei und Mühle kamen durch eine Erbschaft an die Familie Schennen. Diese führte den Betrieb bis 1940 weiter. Auch im heutigen Zustand erinnert die Galerie auf der Außenseite zur Mühlenstraße hin an die Vergangenheit des Hauses. An der Brüstung wurden früher die bearbeiteten Häute zum Trocknen aufgehängt. In den Jahren 1979 und 1983 erfolgten erste denkmalpflegerische Maßnahmen. Das Gebäude trägt die Denkmalinventarnummer 310.
In jüngster Zeit wurde das Gerbereigebäude in Abstimmung mit dem Denkmalamt umgebaut, um als Brauerei und Gaststätte zu dienen. Dabei wurde eine Zisterne entdeckt, die der Wasserversorgung der Gerberei gedient hatte. Auch fand man eine Lebendfalle für Wildtiere. Dass damit vor allem Wildschweine gefangen worden waren, belegen die ebenfalls gefundenen Zähne von Keilern. 
Beide Gebäude zusammen wurden 1983 unter der Nummer 60 in die Denkmalliste der Stadt Arnsberg aufgenommen. 

## Weblink
- Wolfgang Becker: Ein Gebäude mit Überraschungen. In: Westfalenpost. Funke Mediengruppe, 15. Juni 2015.

Koordinaten: 51° 23′ 53,8″ N, 8° 3′ 38,4″ O